# 奧蘭國際
奧蘭國際有限公司，簡稱奧蘭國際（英語：Olam International Limited，SGX：O32、OTCBB：OLMIY
），于1989年由尼日利亞的Kewalram Chanrai Group创立。当时公司位於現在的 9 Temasek Boulevard #11-02 Suntec Tower 2 Singapore 038989（新加坡淡馬錫大道9號新達城大樓2期11樓2室）。曾经将总部设在倫敦，直至1996年将其总部迁至新加坡。
该公司的業務主要是提供有关農業产品的供應鏈管理。公司總裁為Sunny George Verghese。该公司于2005年2月11日在新加坡交易所主板上市。招股價為0.62坡元，發行股數為375,000,000股，集資額為232,500,000坡元。

## 連結
- OlamOnline （英文）